# Caleb Followill
Anthony Caleb Followill, meglio conosciuto semplicemente come Caleb (Mt. Juliet, 14 gennaio 1982), è un cantautore e chitarrista statunitense.
È il cantante solista e chitarrista ritmico, nonché fratello di Jared e Nathan Followill, rispettivamente bassista e batterista, e cugino di Matthew Followill, chitarrista solista, che insieme a lui formano i Kings of Leon. È inoltre conosciuto per la sua voce baritonale.

## Biografia
Caleb è nato da Betty-Ann e Ivan 'Leon' Followill, predicatore per la chiesa pentecostale evangelista. Durante la sua infanzia, ha viaggiato con la propria famiglia per tutto il sud degli Stati Uniti per seguire l'attività del padre. Ha un bel ricordo delle notti passate a bordo della Oldsmobile viola, cantando vecchie canzoni religiose che venivano trasmesse dalla radio, insieme a Ivan.
Nel 2009 ha rotto la sua amata Gibson ES-325 del 1972 dopo problemi di suono al Festival 'T in the Park'. In seguito l'ha mandata a riparare direttamente alla Gibson's Repair & Restoration, che ha riparato la chitarra e ridata a Caleb.

### Vita privata
Nel settembre 2010, Followill ha chiesto la mano alla propria fidanzata, la modella Lily Aldridge. La coppia si frequenta dal 2007. I due si sono detti "sì" nella tarda serata del 12 maggio al San Ysidro Ranch di Montecito, California.
Il 29 dicembre 2011 la coppia ha annunciato di aspettare il loro primo figlio. Il 21 giugno 2012 è nata la loro bambina di nome Dixie Pearl.

## Influenze
Followill ha dichiarato di ispirarsi maggiormente a Townes Van Zandt, Dave Alvin, Roger Miller e i Pearl Jam, che tuttora ascolta regolarmente.

## Curiosità
- Ha dichiarato di aver sofferto di anoressia da ragazzo. Commenta così la sua brutta esperienza: "Ho sempre pensato che non andassi bene abbastanza, facevo qualunque cosa pur di tenere bocca e mani lontani dal cibo"[3]

## Discografia

### Con i Kings of Leon
- Youth and Young Manhood (2003)
- Aha Shake Heartbreak (2004)
- Because of the Times (2007)
- Only by the Night (2008)
- Come Around Sundown (2010)
- Mechanical Bull (2013)
- Walls (2016)
- When You See Yourself (2021)